# عبد الرحيم بوعيدة
عبد الرحيم بوعيدة سياسي مغربي ورئيس سابق لجهة كلميم واد نون. ولد عبد الرحيم بوعيدة سنة 1966 بجماعة لقصابي القروية التابعة للنفوذ الترابي لإقليم كلميم، وهو ابن عم مباركة بوعيدة الوزيرة المنتدبة لدى وزير الشؤون الخارجية و التعاون.

## مسيرته
حصل بوعيدة على شهادة الباكالوريا آداب عصرية بكلميم سنة 1986، ليلتحق بجامعة القاضي عياض بمدينة مراكش كلية الحقوق ، وحاز على شهادة الإجازة في شعبة الحقوق سنة 1990 وشهادة الدراسات العليا في القانون المدني سنة 1991 ، وحاز على شهادة الدراسات العليا في قانون الأعمال سنة 1993.
وتابع بوعيدة دراسته بالخارج ، حيث حصل سنة 1995 بجمهورية مصر العربية على دبلوم الدراسات العليا في قانون التجارة الدولية من كلية الحقوق بعين شمس بالعاصمة المصرية القاهرة، في موضوع “شرط التحكيم في عقود التجارة الدولية”.
كما حصل رئيس جهة كلميم وادنون من الجامعة ذاتها على دكتوراه الدولة في الحقوق ، حيث تناولت رسالته “مفهوم مصلحة الشركة : دراسة مقارنة”، كما نال شهادة في اللغة والثقافة الفرنسية بمعهد الرابطة الفرنسية بباريس سنة 2001 ، وشهادة التأهيل الجامعي من كلية الحقوق بسطات سنة 2009.
ويشغل الدكتور بوعيدة حاليا أستاذا بكلية الحقوق بمراكش، علاوة على أنه يدير مجموعة الأبحاث والدراسات الجنائية والحكامة الأمنية، ومنسقا لماستر العلوم الجنائية و الأمنية وعضوا بمجلس كلية مراكش.
ولرئيس جهة كلميم وادنون تجارب علمية متعددة من بينها شغل مهمة أستاذ المدخل لدراسة القانون لطلبة السنة الأولى حقوق، وأستاذا لمادة قانون التجارة الدولية لطلبة ماستر قانون الأعمال ، وأستاذ المسؤولية الجنائية لطلبة ماستر العلوم الجنائية و مادة الجرائم المعلوماتية لطلبة ماستر العلوم الجنائية.
كما شغل أستاذا للتكوين المستمر لطلبة الماستر وحدة قانون الأعمال مادة عقد البيع الدولي، و القانون المدني لطلبة السنة الثانية –حقوق و أستاذا زائرا بكلية الحقوق بسطات مادة القانون التجاري السنة الأولى حقوق، فضلا على إشرافه على العديد من البحوث والدراسات في سلك الإجازة والماستر والدكتوراه.
وللدكتور بن بوعيدة مجموعة من الكتب والرسائل و الأبحاث والمنشورات، كما أنه شارك في العديد من الندوات الدولية داخل وخارج أرض الوطن.